# Dann Florek

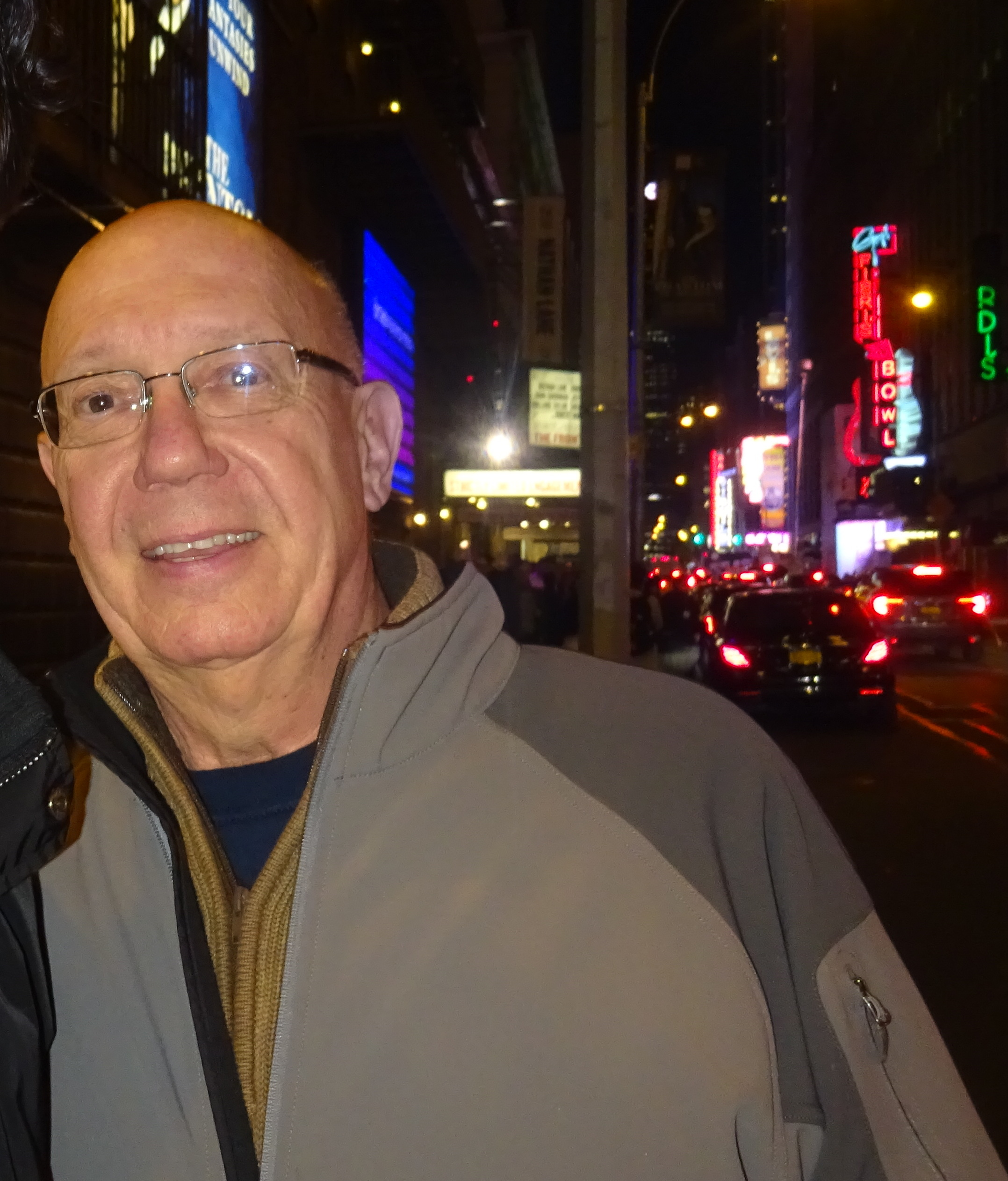
Dann Florek

Ezekial Dann Florek (* 1. Mai 1950 in Flat Rock, Michigan) ist ein US-amerikanischer Schauspieler und Regisseur.

## Karriere
Florek ging an die Eastern Michigan University, an der er sein Studium jedoch nicht beendete. Um Karriere zu machen, zog er schließlich nach New York.
Florek fing als Schauspieler am Theater an, von wo aus er in den 1980er Jahren zum Film kam und in Filmen wie Sweet Liberty, Mond über Parador und Angel Heart kleine Rollen übernahm. Von 1988 bis 1990 spielte er in der dritten und vierten Staffel der NBC Produktion L.A. Law den Ehemann Dave Meyer von Roxanne Melman (gespielt von Susan Ruttan).
In der NBC-Justizserie Law & Order von Dick Wolf übernahm Florek die Rolle des Captain Donald „Don“ Cragen. Durch sinkende Einschaltquoten getrieben, wurde Dick Wolf von der NBC aufgefordert, das Ensemble der Serie mit mehr Frauenrollen zu besetzen. Nach der dritten Staffel wurde Florek daher durch S. Epatha Merkerson als Lieutenant Anita van Buren ersetzt. Gleichzeitig fand ein Wechsel im Team der Assistenzstaatsanwaltschaft statt, indem Richard Brooks in der Rolle des Paul Robinette durch Jill Hennessy als Claire Kincaid abgelöst wurde. Florek ist einer der wenigen Darsteller, die seit 23 Jahren (Stand: 2013) im Law & Order-Franchise tätig sind.
Seit 1999 spielt Florek bei Law & Order New York von Dick Wolf wie schon in Law & Order wieder die Rolle des Captain Donald „Don“ Cragen. Florek hat die Serie im Januar 2014 während der 15. Staffel verlassen. Im Mai 2015 trat er noch einmal in einer Folge der 16. Staffel auf.
Des Weiteren spielte er in einer Reihe von Filmen meist kleinere Rollen.

## Sonstiges
Am 13. Dezember 2008 wurde Dann Florek ehrenhalber der Titel Bachelor of Arts sowie zusätzlich die Ehrendoktorwürde für Kunst von der Eastern-Michigan-University-Präsidentin Susan Martin verliehen. Er hielt bei dieser Verleihung auch die Hauptrede.

## Filmografie (Auswahl)
- 1983: Kopfjagd (Eddie Macon's Run)
- 1985: Polizeirevier Hill Street (Hill Street Blues, Fernsehserie, Folge 5x12)
- 1986: Sweet Liberty
- 1987: Pinguine in der Bronx (Five Corners)
- 1987: Angel Heart
- 1987: CBS Summer Playhouse (Fernsehserie, Folge 1x08)
- 1988: Matlock (Fernsehserie, Folge 2x18)
- 1988: 21 Jump Street – Tatort Klassenzimmer (21 Jump Street, Fernsehserie, Folge 2x18)
- 1988: Sunset – Dämmerung in Hollywood (Sunset)
- 1988: Mond über Parador (Moon Over Parador)
- 1988–1991, 1993: L.A. Law – Staranwälte, Tricks, Prozesse (L.A. Law, Fernsehserie, 22 Folgen)
- 1989: Familie Munster (Fernsehserie, Folge 2.08)
- 1989: Von Bullen aufs kreuz gelegt (An Innocent Man)
- 1990–1993, 1995, 2000, 2004: Law & Order (Fernsehserie, 69 Folgen)
- 1990, 1997: Roseanne (Fernsehserie, 3 Folgen)
- 1991: Flug durch die Hölle (Flight of the Intruder)
- 1994: Allein mit Dad & Co (Getting Even with Dad)
- 1994: Flintstones – Die Familie Feuerstein (The Flintstones)
- 1997: New York Cops – NYPD Blue (NYPD Blue, Fernsehserie, Folge 5x07)
- 1997: Sabrina – Total Verhext! (Sabrina, the Teenage Witch, Fernsehserie, Folge 1x19)
- 1998: Practice – Die Anwälte (The Practice, Fernsehserie, Folge 2x27)
- 1998: Hard Rain
- 1998: Strafversetzt – Mord in Manhattan (Exiled: A Law & Order Movie, Fernsehfilm)
- 1999–2014, 2015, 2021: Law & Order: Special Victims Unit (Fernsehserie, 309 Folgen)
- 2000: Beautiful Joe
- 2003: Focus Room (Kurzfilm)
- 2006: Copy That (Kurzfilm)
- 2022, 2024: Law & Order: Organized Crime (Fernsehserie, 3 Episoden)